# Порцеляна Belleek
54°28′56″ пн. ш. 8°05′12″ зх. д. / 54.482111° пн. ш. 8.086611° зх. д.
Порцеляна Belleek (англ. Belleek Pottery) — порцеляна, котру виготовлає завод в графстві Фермана, Північна Ірландія.

## Історія

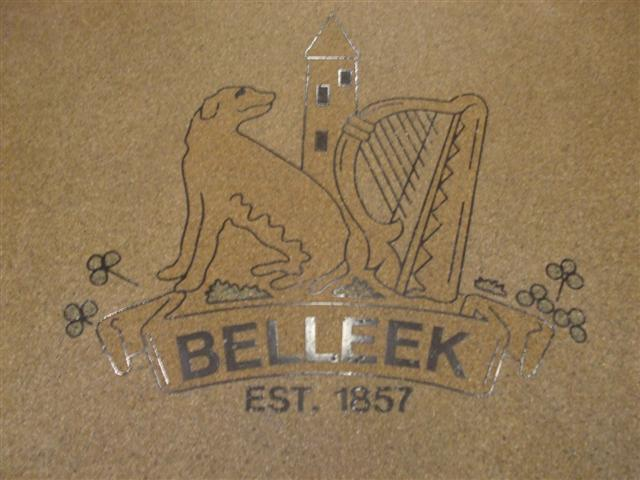
Марка фірми Belleek

Історія порцеляни Belleek почалася 1849 року, коли Джон Кардвил Блумфілд (John Caldwell Bloomfield) успадкував після батька маєток і землі. Блумфілд був аматором-мінералогом, тому наказав дослідити власні землі на наявність копалин. Дослідження виявили наявність глин, гідних для керамічного виробництва. Джон Блумфілд з двома партнерами по бізнесу (архітектором Робертом Вільямом Армстронгом та купцем Девідом МакБюрнеєм) створили невелику фірму, котра поклопоталась про будівництво залізниці для підвозу вугілля, потрібного для випалення кераміки. Нове виробництво також піднімало економіку краю, котрий постраджав внаслідок ірландського картопляного голоду, котрий спричинив значну еміграцію мешканців-ірландців з країни в Сполучені Штати. Саме тоді в Ірландії почали визнавати важку небезпеку монокультури і залежності від неї.
Будівництво розпочали 1858 року. Первісно фірма виготовляла як кераміку, так і порцеляну. До 1865 року продукція фірми вийшла за межі графства Фермана, а порцеляна Belleek увійшла в перелік престижних речей і користувалась попитом в англомовних країнах, в Великій Британії, Сполучених Штатах, Канаді, Австралії. 1872 року порцеляну і кераміку Belleek вже успішно продемонстрували на виставці в місті Дублін. Престиж фірмової порцеляни підтримали багатії і титуловні клієнти, серед яких були аристократичні родини і британська королева Вікторія.

## Новий етап
Новий етап в виробництві розпочався з 1884 року, коли первісні володарі заводу померли, а виробництво успадкували місцеві інвестори. Фірма отримала нову назву «Belleek Pottery Works Company Ltd». На завод 1893 року із Британії в Північну Ірландію перебрався майстер Фредерік Слейтер, завдяки якому надзвичайно піднявся престиж виробів, а фірма почала надавати перевагу виробництву порцеляни. Налагоджене виробництво підсилили новими ремісниками, яких виманили з фірми Stokc-on-Trent у 1893–1894 роках. Вироби за моделями Фредеріка Слейтера були показані на Всесвітній виставці в Парижі 1900 року, де отримали золоту медаль.
На художній образ порцеляни Belleek надзвичайно вплинули пошуки в новому стилі сецесія, прихильники і дизайнери якої почали ігнорувати природні властивості матеріалів заради їх віртуозної обробки і надання нових властивостей. Так, кераміка сецесії імітувала перламутр чи напівкоштовні камені, а металеві вироби — легкі тканини і стрічки, роздмухані вітром. Порцеляна Belleek поряд із звичними для англомовних споживачів вазами і чайниками почала виготовляти порцелянові кошики, тарелі і блюда, котрі імітували плетені вироби з лози, прикрашені квітами і рослинним декором. При цьому частка неажурних виробів була схожа кольором на вироби з пароського мармуру. Такі вироби не розфарбовували, а лише вкривали білою глазуррю. Згодом з'явились вироби із невеликим і делікатним розфарбуванням на молочнобілому тлі. Більш кольорова масова продукція.

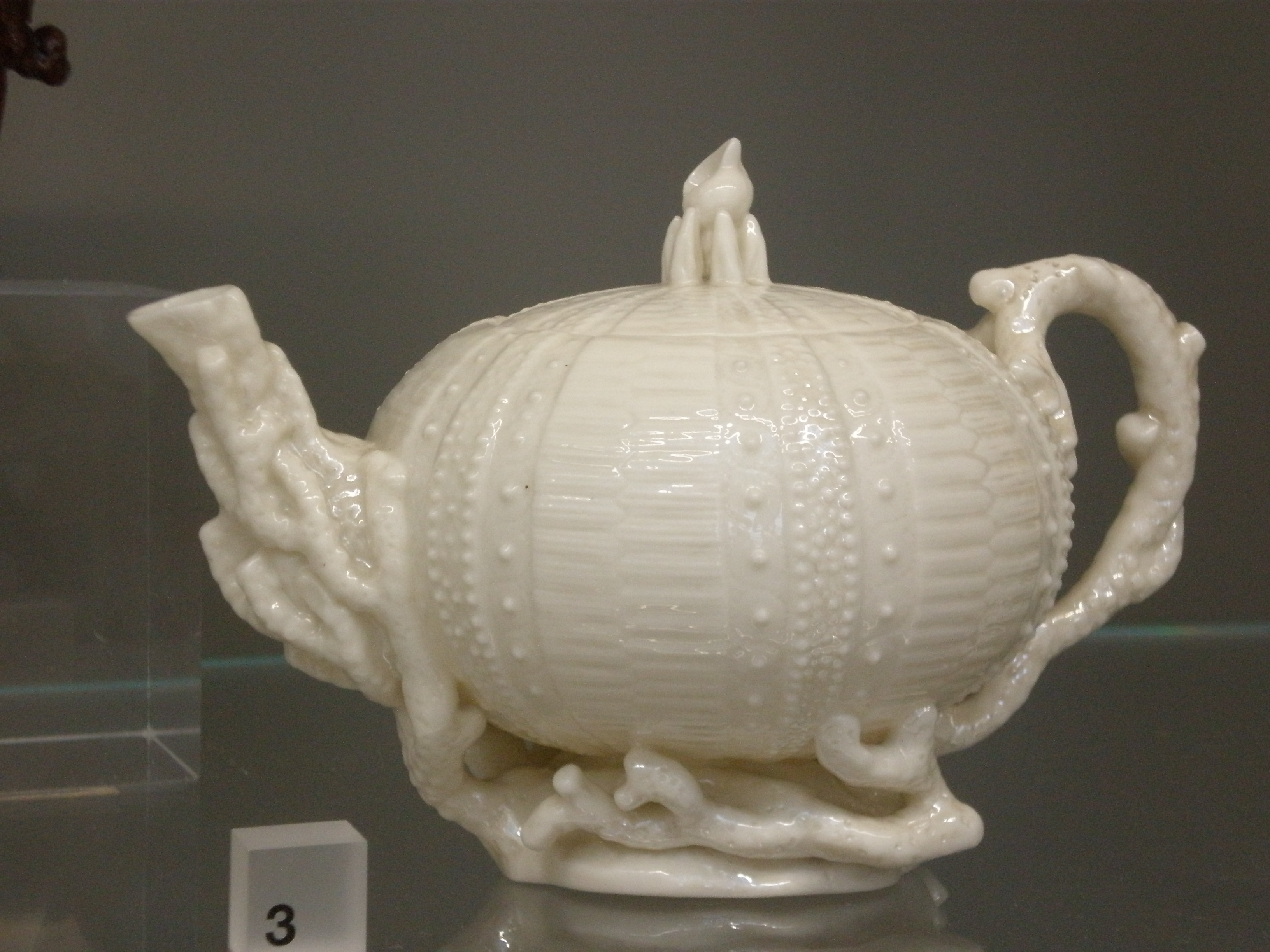
Порцеляна Belleek. Чайник «Морський їжак», до 1882 р., Музей Вікторії й Альберта, Лондон.
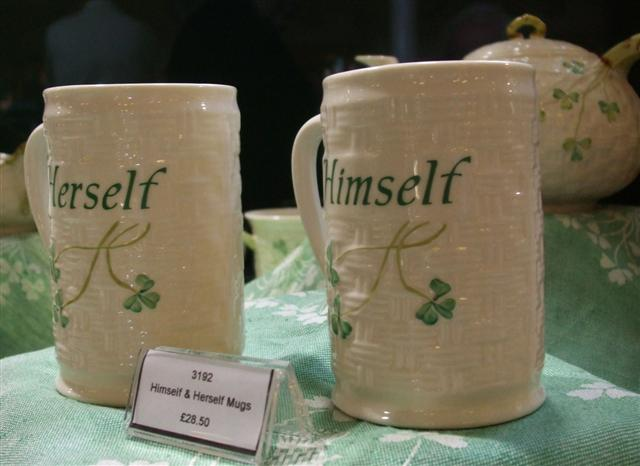
Масова продукція, порцеляна Belleek.

Частка кулястих і надто ажурних виробів навіяна різьбленими речами зі слонової кістки, створеними майстами Китаю. Не всі зразки продукції заводу мають виверені і вишукані форми, частка виробів міщанські поєднує імітації мушлі з квітами, має невигідні силуети чи відтворює незграбну дрібну пластику.
1979 року було засноване перше товариство прихильників-колекціонерів порцеляни Belleek. На зламі 20-21 століть товариство нараховувало близько 7 500 осіб.
Фірму по випуску порцеляни Belleek продали бізнесменам зі Сполучених Штатів. Мануфактура Belleek має більш ніж 600 осіб найманих працівників, а її прибуток оцінено в 40 миллионов долярів на один рік.